# Glandonia
Glandonia es un género con tres especies de plantas con flores  perteneciente a la familia Malpighiaceae. Es originario de Sudamérica. El género fue descrito por August Heinrich Rudolf Grisebach  y publicado en Flora Brasiliensis  12(1): 23 - 24, en el año 1858.  La especie tipo es Glandonia macrocarpa Griseb.

## Descripción
Son árboles o arbustos; con estípulas interpeciolares, con hojas opuestas. La inflorescencia es  terminal, en su mayoría no ramificada, en forma de racimo con brácteas y bractéolas persistentes. Los pétalos de color amarillo o blancos. El fruto es seco, indehiscente de 14-28 mm de largo y 12-18 mm de diámetro, que contiene sólo una semilla. 

## Distribución y hábitat
Las tres especies se encuentran en la Amazonía en Colombia, Venezuela y Brasil, en los bosques de tierras bajas a lo largo de los ríos o en zonas inundadas periódicamente. Al igual que el género hermano Burdachia, este género da frutos adaptados para la dispersión por el agua.

## Etimología
El nombre del género se refiere a la similitud de la fruta a la bellota, glande en latín, de una encina (Quercus).

## Especies
- Glandonia macrocarpa Griseb.
- Glandonia prancei W.R.Anderson
- Glandonia williamsii Steyerm.